# ديفيد فريجيريو
ديفيد فريجيريو (بالإنجليزية: David Frigerio)‏ هو كاتب سيناريو أمريكي، ولد في 28 يوليو 1970.

## وصلات خارجية
- ديفيد فريجيريو على موقع IMDb (الإنجليزية)
- ديفيد فريجيريو على موقع ألو سيني (الفرنسية)
- ديفيد فريجيريو على موقع أول موفي (الإنجليزية)
- ديفيد فريجيريو على موقع قاعدة بيانات الفيلم (الإنجليزية)
- ديفيد فريجيريو على موقع كينوبويسك (الروسية)